# Franz Andreas Bauer
Franz Andreas Bauer, né le 4 octobre 1758 à Feldsberg en margraviat de Moravie et mort le 11 décembre 1840 à Kew, est un botaniste et peintre autrichien qui s'est spécialisé dans l'illustration d'espèces botaniques.

## Biographie
Franz Andreas Bauer est le fils d'un peintre attaché aux princes du Liechtenstein, mais il devient orphelin de père à l'âge de quatre ans. La famille princière le destine à la carrière paternelle et le P. Norbert Boccius, abbé de l'abbaye de Feldsberg lui enseigne l'art de la botanique et de son illustration, ainsi qu'à son frère cadet Ferdinand (1760-1826). Le jeune homme excelle à la représentation de plantes. Plus tard il illustre des plantes pour Jacquin qui est à la tête des jardins impériaux de Schönbrunn.
Franz Andreas Bauer se rend en 1788 en Angleterre, où il est engagé par Joseph Banks, comme peintre et illustrateur aux jardins botaniques royaux de Kew, ce qui lui permet d'être indépendant financièrement. Sa réputation de passionné du détail lui ouvre les portes de la cour d'Angleterre, où il donne des leçons de dessin à la princesse Élisabeth et à sa mère la reine Charlotte qui colorient ses œuvres.
Il s'aide même d'un microscope pour mieux rendre les détails des plantes et pour étudier leurs maladies. Il décrit plusieurs nouvelles espèces, notamment du genre Erica. Il collabore à partir de 1816 avec Everard Home pour étudier les structures anatomiques de différents animaux et de l'être humain.
Il meurt à Kew en 1840, laissant de nombreuses illustrations (ainsi que celles de son frère) qui rencontrent la faveur du public. Il est enterré dans l'église Sainte-Anne à Kew.
Plusieurs espèces sont baptisées de son nom en son honneur, comme Coelia baueriana, Galeandra baueri ou Oncidium baueri (en).

## Œuvres

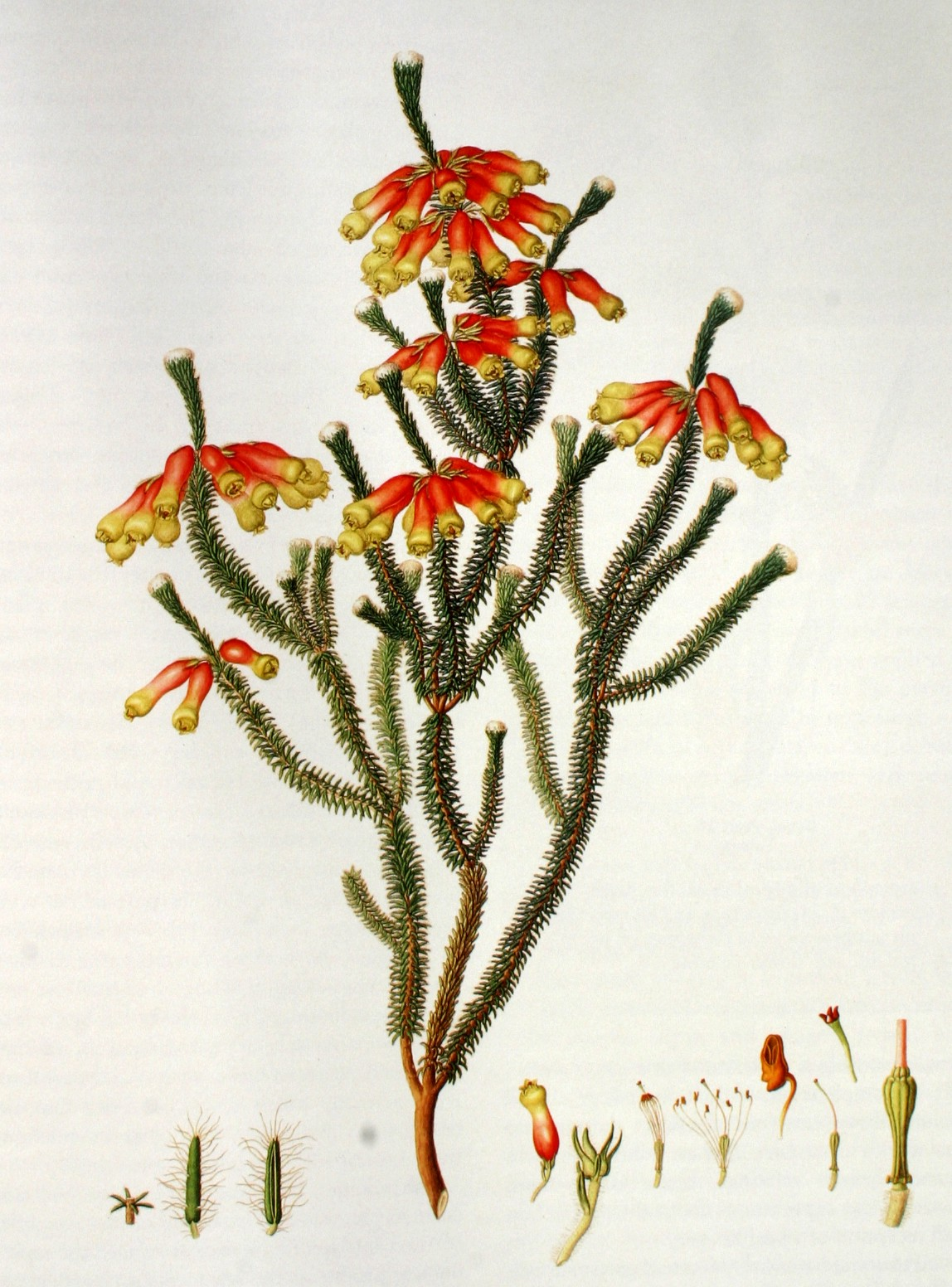
Planche dErica massoni in: Delineations of Exotic Plants...

- Delineations of Exotick Plants cultivated in the Royal Garden at Kew. Drawn and coloured and the Botanical characters displayed according to the Linnean System by Francis Bauer, éd. William Aiton, préface de Joseph Banks, 1796-83
- The Genera and Species of Orchidaceous Plants, illustrated by drawings on stone from the sketches of Francis Bauer, de John Lindley, 1830-1838.
- Genera filicum; or Illustrations of the ferns, and other allied genera; from the original coloured drawings of the late Francis Bauer; with additions and descriptive letterpress, de William Jackson Hooker, 1842

## Source
- (de) Cet article est partiellement ou en totalité issu de l’article de Wikipédia en allemand intitulé « Franz Andreas Bauer » (voir la liste des auteurs).

F.A.Bauer est l’abréviation botanique standard de Franz Andreas Bauer.
Consulter la liste des abréviations d'auteur en botanique ou la liste des plantes assignées à cet auteur par l'IPNI, la liste des champignons assignés par MycoBank, la liste des algues assignées par l'AlgaeBase et la liste des fossiles assignés à cet auteur par l'IFPNI.